# Lhok Bengkuang
Lhok Bengkuang is een bestuurslaag in het regentschap Aceh Selatan van de provincie Atjeh, Indonesië. Lhok Bengkuang telt 5213 inwoners (volkstelling 2010).